# Ruta Estatal de Arizona 188
La Ruta Estatal de Arizona 188, y abreviada SR 188 (en inglés: Arizona State Route 188) es una carretera estatal estadounidense ubicada en el estado de Arizona. La carretera inicia en el sur desde la US 60     en Globe hacia el norte en la SR 87     en Rye. La carretera tiene una longitud de 97,9 km (60.85 mi).

## Mantenimiento
Al igual que las autopistas interestatales, y las rutas federales y el resto de carreteras estatales, la Ruta Estatal de Arizona 188 es administrada y mantenida por el Departamento de Transporte de Arizona por sus siglas en inglés ADOT.

## Cruces
La Ruta Estatal de Arizona 188 es atravesada principalmente por la  SR 288     en Young.